# Pomnik Zesłańcom Sybiru
Pomnik Zesłańcom Sybiru, nazývaný také W hołdzie zesłańcom Sybiru, se nachází v Parku Rady Europy v přímořské čtvrti Śródmieście města Gdyně v Pomořském vojvodství v Polsku.

## Význam a popis díla
Památník je věnovaný památce deportovaných na Sibiř, tj. obětem perzekuce lidí ze strany tehdejšího komunistického Sovětského Svazu. Byl postaven z iniciativy gdyňského spolku Koła Sybiraków a byl odhalen 17. září 2004. Památník je koncipován jako umělecké dílo vytvořené z červené žuly umístěné na vydlážděném a mírně vyvýšeném prostoru. Skládá se z kusu skály ve tvaru Polska s vytesaným křížem a vytesanými nápisy. Skála je rozpolcená na dvě části a doplněná kovovou deskou s nápisy. To symbolicky představuje roztržení Polska při německo-sovětské invazi, při tzv. třetím dělení Polska za druhé světové války v září 1939. Poblíž se nachází ještě malý kámen s nápisem. Autoři pomníku jsou Maria Jasińska, Mirosław Łaszek a Emilia Kaus.

## Text na pomníku
U pomníku je v polštině do kamene vytesán text:
W hołdzie Zesłańcom Sybiru
Przechodniu Zatrzymaj Się!

W latach 1939 - 1956

zesłano na Sybir

około 2 milionów

Polskich Obywateli

10 lutego    1940 r. 220 000 osób

13 kwietnia  1940 r. 320 000 osób

30 czerwca   1940 r. 240 000 osób

20 czerwca   1941 r. 300 000 osób
 
We wrześniu 1939 r.

wzięto do niewoli 250 000 żołnierzy.

Wiosną 1940 r. NKWD zamordowało

w Katyniu, Twerze, Charkowie...

blisko 22 000 Oficerów, Policjantów

i Urzędników Państwowych.

Po wojnie wróciło do Polski

około 500 000 osób.

## Galerie

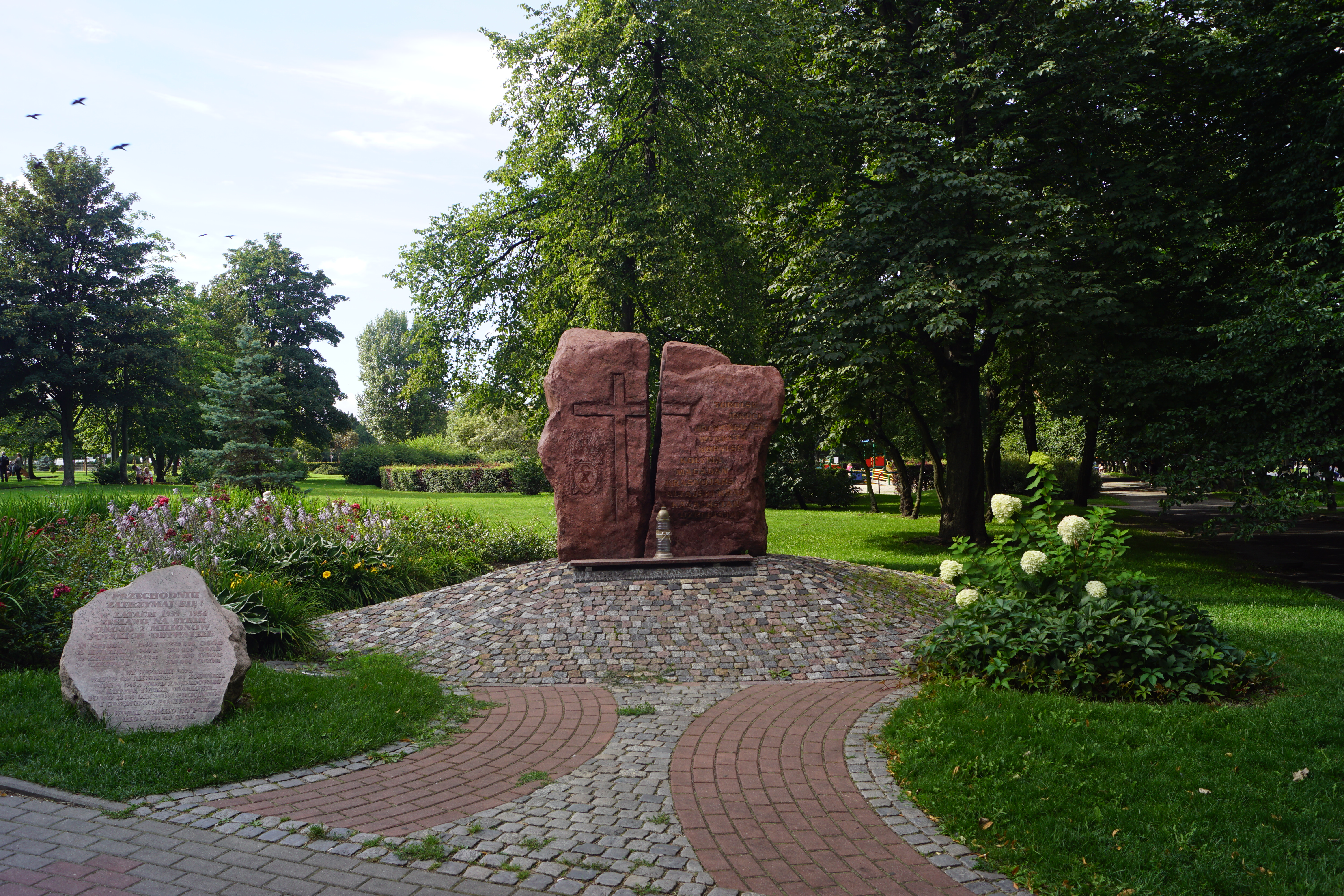
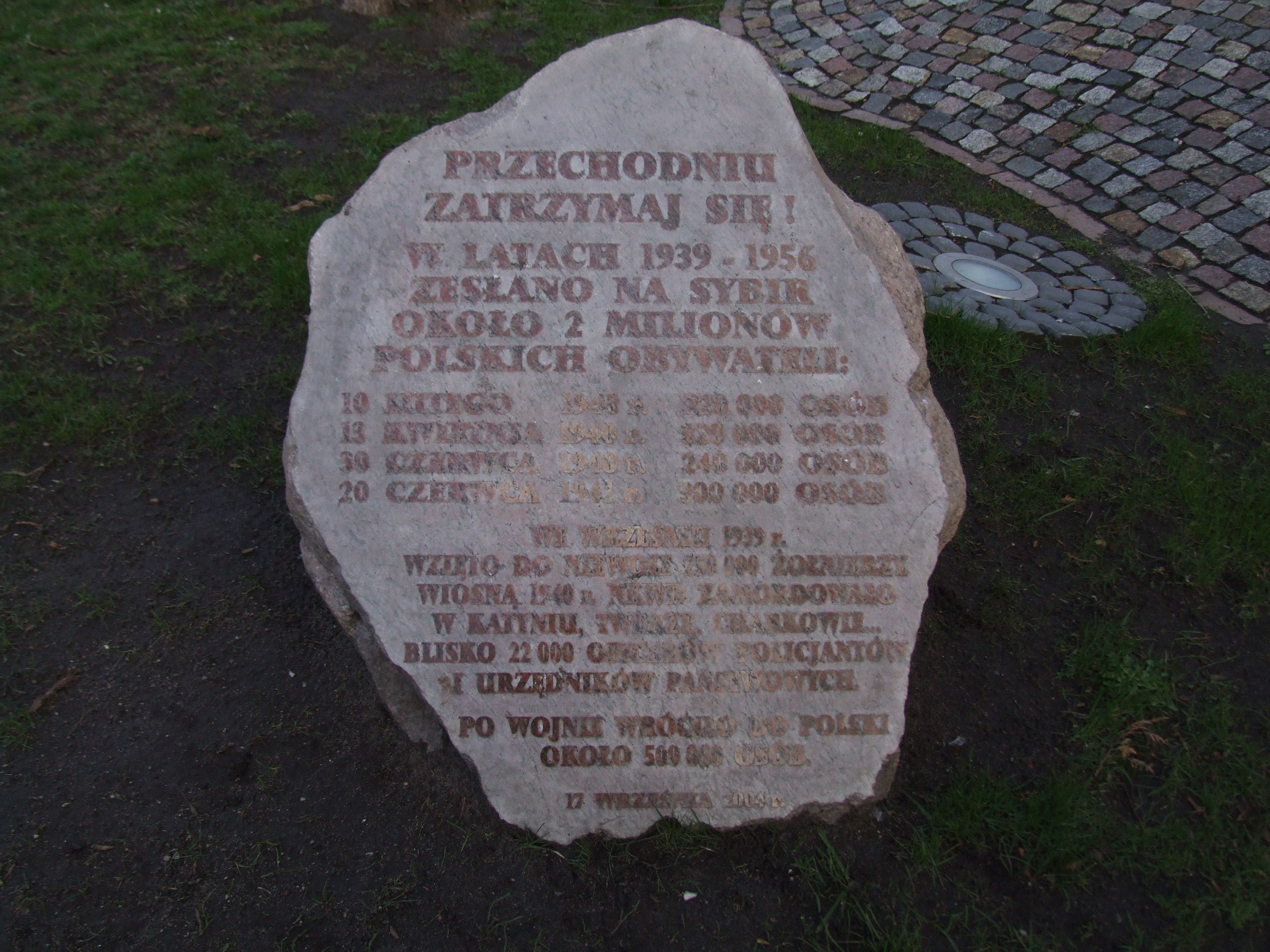
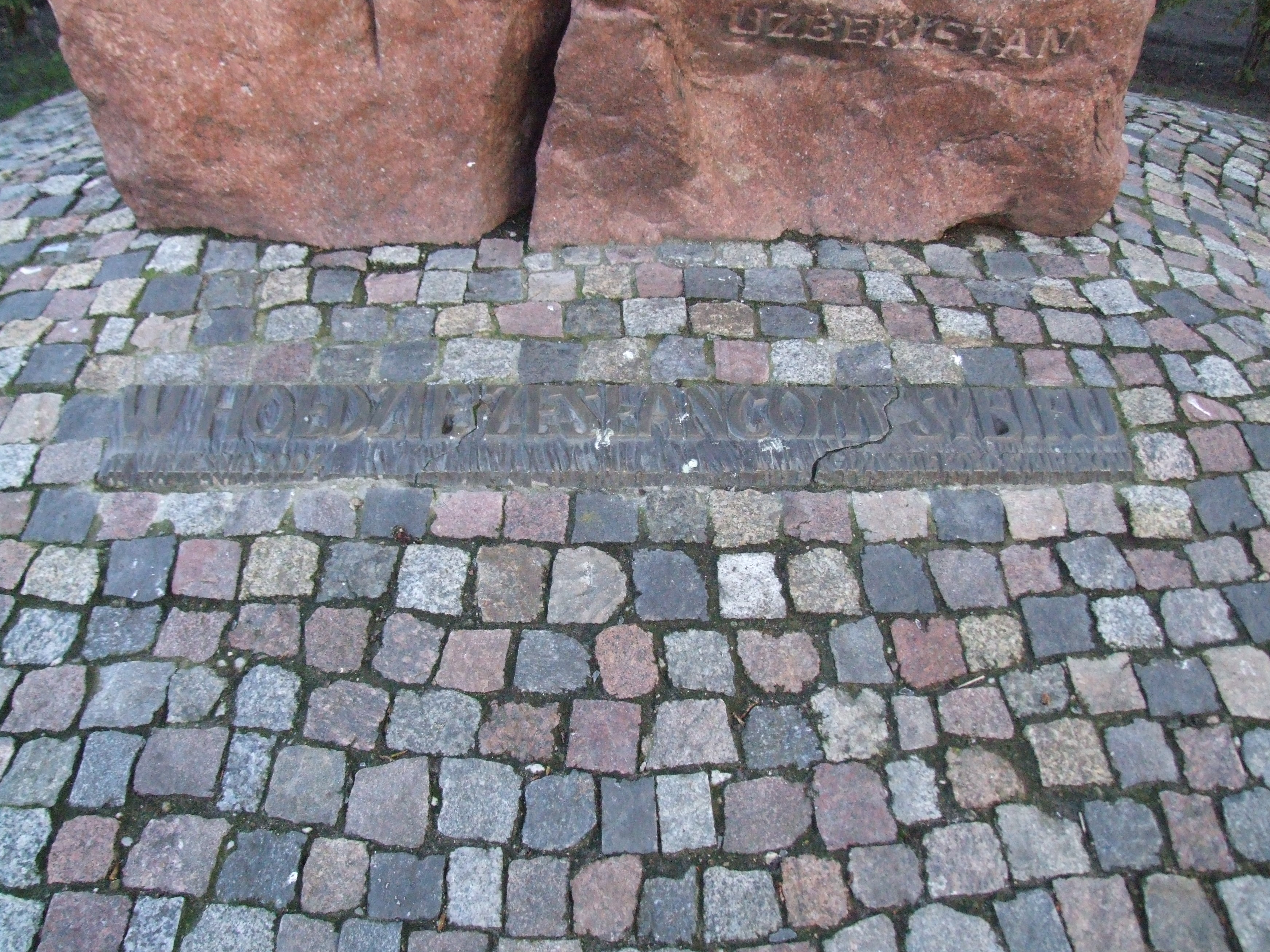
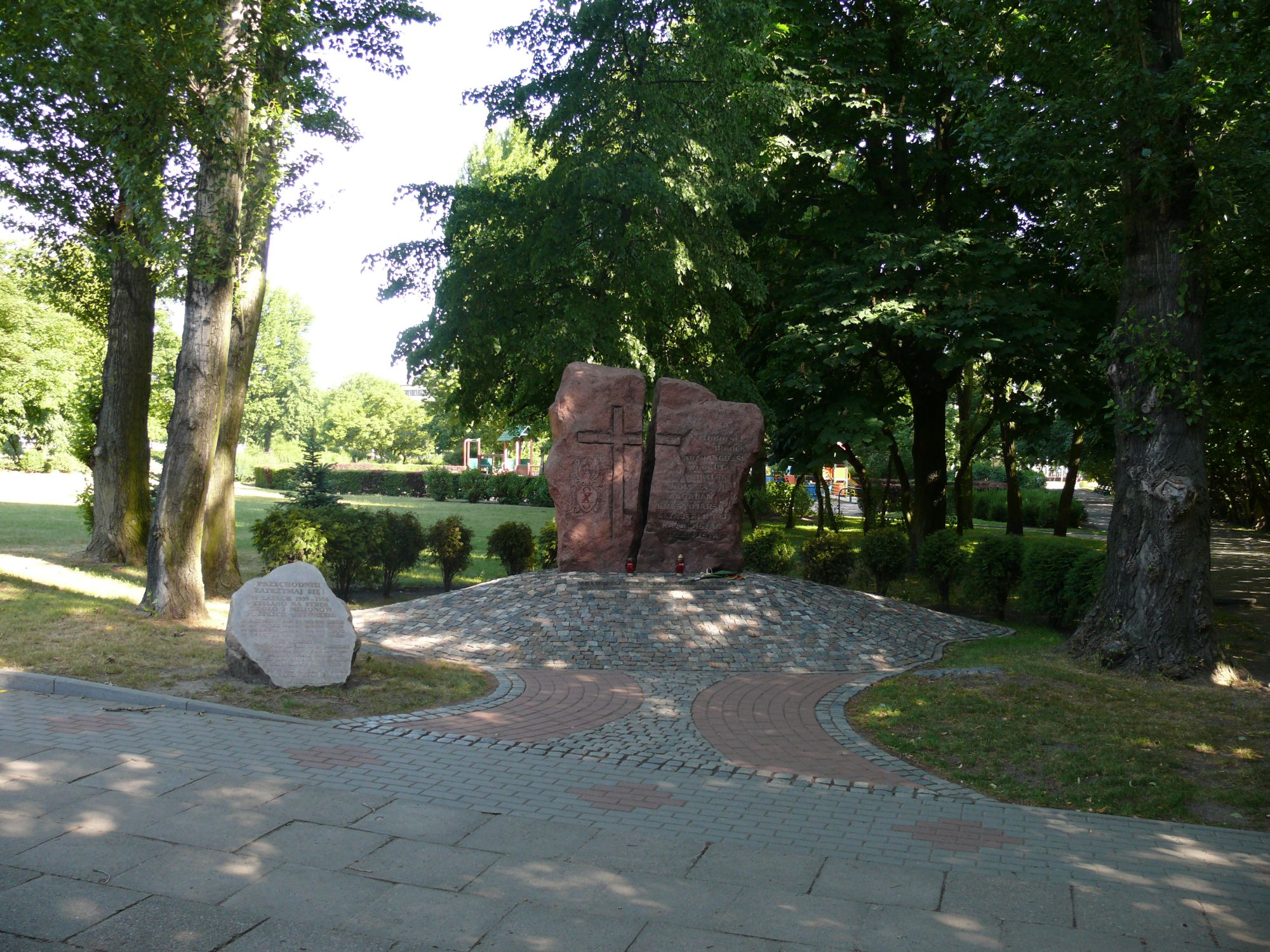

## Další informace
Poblíž, také v Parku Rady Europy, se nachází netradiční Pomnik Festiwalu Polskich Filmów Fabularnych.